# マレイン酸CoAリガーゼ
リンゴ酸CoAリガーゼ(Malate-CoA ligase、EC 6.2.1.9)は、以下の化学反応を触媒する酵素である。
ATP + リンゴ酸 + CoA{\displaystyle \rightleftharpoons }ADP + リン酸 + リンゴ酸CoA
従って、この酵素の3つの基質はATPとリンゴ酸とCoA、3つの生成物はADPとリン酸とリンゴ酸CoAである。
この酵素は、リガーゼ、特に酸-チオールリガーゼに分類される。系統名は、リンゴ酸:CoAリガーゼ(ADP生成)である。その他よく用いられる名前に、malyl-CoA synthetase、malyl coenzyme A synthetase、malate thiokinase等がある。
この酵素は、グリオキシル酸及びジカルボン酸の代謝に関与している。